# آکادمی فوتبال کیا
آکادمی فوتبال کیا یک آکادمی فوتبال ایرانی است که توسط مهدی مهدوی کیا در سال ۱۳۹۴ در جنوب شرق تهران تأسیس شد و در شهرستان کرج هم یک شعبه دارد
مجله آلمانی ۱۱ فروند آن را «بهترین آکادمی فوتبال» در ایران توصیف کرده و از نظر اختصاص به «کار مفهومی و پایدار جوانان» بی نظیر است. این باشگاه از مدل TSG 1899 هافنهایم پیروی می‌کند، یعنی شروع در سطح پایه قبل از اینکه به تیمی تبدیل شود که می‌تواند به لیگ‌های حرفه ای راه یابد. هر ساله، این باشگاه بیش از هزار بازیکن را از سراسر کشور استعدادیابی می‌کند و پس از تستها، فقط ۲۵ استعداد برتر را حفظ می‌کند.
کیا از زمان تأسیس خود نتایج قابل توجهی را نشان داده و به منظور بازی در مقابل حریفان مشهور، اغلب به اروپا سفر می‌کند.

## فصل به فصل
| فصل     | دسته.   | رتبه. | جام حذفی        |
| ------- | ------- | ----- | --------------- |
| ۰۰–۱۳۹۹ | دسته سه | ۸th   |                 |
| ۰۱–۱۴۰۰ | دسته سه | ۲th   |                 |
| ۰۲–۱۴۰۱ | دسته سه | ۶th   |                 |
| ۰۳–۱۴۰۲ | دسته دو | ۱۲th  | یک‌شانزدهم نهایی |
| ۰۴–۱۴۰۳ | دسته دو |       | مرحله دوم       |

## کادر فنی
تا تاریخ ۱ سپتامبر ۲۰۱۹
| مدیر آکادمی      | مهدی مهدوی کیا   |
| سرمربی           | هادی مهدوی کیا   |
| مربی             | ارژنگ عطااللهی   |
| مربی             | محمد انصاری      |
| مدیر تیم         | قاسم مهدوی کیا   |
| مدیر رسانه       | علیرضا کرمی      |
| مربی دروازه‌بانان | حسام زیتونی نژاد |

## بازیکنان
| شماره |       | نقش        | بازیکن             |
| ----- | ----- | ---------- | ------------------ |
| ۱     | ایران | دروازه بان | امیر محمد کاکایی   |
| ۲     | ایران | مدافع      | مهدی رمضان‌پور      |
| ۳     | ایران | مدافع      | پوریا مشالگردی     |
| ۴     | ایران | مدافع      | محمدرضا براتی مقدم |
| ۵     | ایران | مدافع      | بهنود طالب‌نژاد     |
| ۱۴    | ایران | مدافع      | مجید خواجویی‌نژاد   |
| ۶     | ایران | هافبک      | امیرحسین درویشی    |
| ۷     | ایران | هافبک      | سبحان کمالوند      |
| ۹     | ایران | مهاجم      | ارشیا مهدوی‌کیا     |
| ۱۰    | ایران | هافبک      | علی آزادمهر        |
| ۸     | ایران | مهاجم      | سینا ایلامی        |
| ۱۸    | ایران | مدافع      | مرتضی کوچک زاده    |
| ۲۷    | ایران | مدافع      | مصطفی قربانی       |
| ۸۸    | ایران | مدافع      | علیرضا داودی       |
| ۹۵    | ایران | مدافع      | ابوالفضل سوختانلو  |

| شماره |       | نقش       | بازیکن            |
| ----- | ----- | --------- | ----------------- |
| ۱۷    | ایران | هافبک     | رضا بهان          |
| ۱۲    | ایران | دروازه‌بان | محمدمعین صندوقی   |
| ۳۱    | ایران | دروازه‌بان | عماد آرام         |
| ۱۹    | ایران | هافبک     | حامد نجف‌زاده      |
| ۲۱    | ایران | هافبک     | میلاد شباهنگ      |
| ۲۳    | ایران | هافبک     | امیرحسین قربانی   |
| ۱۱    | ایران | مهاجم     | محمدمهدی محمدزاده |
| ۱۶    | ایران | مهاجم     | مرتضی شقاقی       |
| ۲۲    | ایران | مهاجم     | علی نوروزی        |
| ۲۵    | ایران | مهاجم     | امیر کریم‌آذر      |
| ۳۰    | ایران | مهاجم     | الیار رحمانی      |
| ۷۷    | ایران | مهاجم     | محمد میثاق فتحی   |
| ۹۲    | ایران | مهاجم     | متین توکلی        |
| ۹۹    | ایران | مهاجم     | علی شهباز         |

## روند فصل به فصل
| لیگ | لیگ               | عنوان(ها)   | فصل‌ها)               |
| --- | ----------------- | ----------- | -------------------- |
| U14 | لیگ برتر کشور     | برندگان (۱) | ۲۰۱۸–۲۰۱۹            |
| U14 | لیگ برتر تهران    | برندگان (۲) | ۲۰۱۶–۲۰۱۷، ۲۰۱۷–۲۰۱۸ |
| U16 | لیگ دسته یک تهران | برندگان (۱) | ۲۰۱۶–۲۰۱۷            |

| جام                        | جام | عنوان(ها)       | سال‌ها)     |
| -------------------------- | --- | --------------- | ---------- |
| جام نروژ                   | U13 | نایب قهرمان (۲) | ۲۰۱۵، ۲۰۱۶ |
| جام نروژ                   | U11 | برندگان (۱)     | ۲۰۱۵       |
| جام صمیمانه                | U13 | برندگان (۲)     | ۲۰۱۸، ۲۰۱۹ |
| جام صمیمانه                | U11 | نایب قهرمان (۱) | ۲۰۱۵       |
| Deutsches Fußball Internat | U12 | نایب قهرمان (۱) | ۲۰۱۶       |
| جام Bassevelde             | U13 | برندگان (۱)     | ۲۰۱۹       |